# ابراهیم‌آباد بالا
ابراهیم‌آباد بالا، روستایی است از توابع بخش مرکزی شهرستان طبس استان خراسان جنوبی ایران.

## جمعیت
این روستا در دهستان نخلستان قرار داشته و بر اساس سرشماری سال ۱۳۸۵ جمعیت آن ۱۸۷ نفر (۴۷ خانوار) بوده‌است.